# Kontrakt (kyrkoverksamhet)
Ett kontrakt eller prosteri (danska: provsti, norska prosti) är en pastoral samverkansenhet inom vissa kristna samfund.  Benämningen prosteri används bland annat inom Evangelisk-lutherska kyrkan i Finland och kontrakt i Svenska kyrkan. Domprosteri eller domkyrkokontrakt är det prosteri/kontrakt, dit stiftets domkyrkoförsamling hör.
Inom romersk-katolska kyrkan och anglikanska kyrkan kallas motsvarande område för dekanat (engelska: deanery). Anglikanska kyrkan har både dekanat och arkidiakonat (engelska: archdeaconry).

## Svenska kyrkan
Inom Svenska kyrkan har kontrakt funnits sedan medeltiden. År 1999 var Svenska kyrkans 13 stift indelade i totalt 169 kontrakt; från 2015 är de 13 stiften indelade i 130 kontrakt.
Ett kontrakt består av flera pastorat och har ansvar för det prästerliga och diakonala arbetet, och är ingen administrativ enhet annat än i samband med val då kontrakten utgör valkretsindelning för de regionala valen till stiften. När prästerna i ett kontrakt under kontraktsprostens ledning samlas till regelbundet återkommande överläggningar kallas detta kontraktskonvent.
Hovkleresiet står utanför stifts- och kontraktsindelningen.

## Lutherska kyrkan i Finland
Uppgifter om medeltida landsprostar (latin: prepositi rurales) i Finland är sparsamma. De första uppgifterna om prosterier är från 1541 men ingenting tyder på att de skulle ha fasta gränser. Prosteriets uppgift var att döma över kyrkliga brott men under 1500-talet gick denna uppgift över till domkapitlet eller till civila domstolar. Utöver domsrätten förhandlade prosten även med invånarna om kyrkobyggnadsplikten. Också prostens uppgift att visitera församlingarna kvarstod.
Den evangelisk-lutherska kyrkan i Finland behöll indelningen med prosterier efter delningen av riket 1809. I och med att den kyrkliga förvaltningen på lokalplanet har vuxit har prosterierna i kyrkan mist en del av sin betydelse. Verksamheten leds av kontraktsprosten som är en av prosteriets kyrkoherdar.